# 黄仁植
黄 仁植（ファン・インシク、1940年9月13日 －）は、韓国出身の武道家・アクション映画俳優。ハプキドー（韓国合気道）の師範であり、世界ハプキドー協会（World Hapkido Association）から10段の段位を贈られている。
日本ではもっぱら1970年代の香港映画への出演で知られており、漢字表記の広東語発音に由来する「ウォン・インシク」「ウォン・インシック」などで表記されることがある。

## 来歴

### ハプキドーとの出会い
1940年、日本統治下の朝鮮北部・順川（スンチョン、現在北朝鮮の統治範囲）に生まれる。幼い頃に家族とともにソウルに移住した。黄仁植は少年時にタンスド（唐手道）に触れ、13歳からはハプキドー（韓国合気道）を学んで、ハプキドー創始者の崔龍述に師事した（乙支館道場のキム・ヒョンサン（Kim Hyung Sang）によれば、黄仁植の最初の師匠はキム・ヨンジン（Kim Yong-Jin）だったという）。16歳で黒帯が認められ、まもなく池漢載（チ・ハンジェ。「チー・ハンサイ」などの表記揺れがある）が統括する韓国ハプキドー協会本部に移った。ハプキドーの草創期、ハン・ボンス（Han Bong Soo）、キム・チョンソン（Kim Chong Sung）、ミョン・クァンシク（Myung Kwang-Sik）といった年長者たちがハプキドーの普及・拡大の中心に立っていたが、黄仁植は蹴りの能力で頭角を現した。1976年には韓国ハプキドー協会で7段の段位に昇り、本部道場の師範（chief instructor）になった。

### 香港アクション映画の俳優として
1972年、香港の映画製作者ウォン・フォン（黄楓） (Huang Feng) がソウルをロケのために訪れた。このとき、ジャッキー・チェン、サモ・ハン・キンポー、アンジェラ・マオ (Angela Mao) らも連れてきている。ウォン・フォンは香港のアクション映画に導入する印象的で新しい技術をもとめており、スターたちに4ヶ月間ハプキドー協会本部道場での訓練を行わせた。このとき指導に当たったのが、池漢載と黄仁植である。香港映画のアクションで見られる印象的な蹴りは、この異文化交流の影響によって発展したものである。サモ・ハンはこの訓練を好み、飛び蹴りなどいくつかの印象的なアクションはハプキドーの教程から得られている。
ハプキドーに印象を受けたウォン・フォンは、池漢載と黄仁植を香港に招くとともに、韓国での経験を反映させた映画を製作している。この年に作られた映画『アンジェラ・マオの女活殺拳』（原題 Hapkido）では、池漢載と黄仁植が「中国人にハプキドーを教える師匠と一番弟子」という本人役で出演している。この作品とこれに続くいくつかの作品群では、池漢載の固め技・投げ技とともに、黄仁植の蹴り技も印象に残る見せ方がなされている。黄仁植が出演した映画のアクションには、ハプキドーの要素が多く取り入れられており、香港や中国などで「ハプキドー」の名を広めることとなった。
黄仁植は、ブルース・リー監督主演の『ドラゴンへの道』に、日本人の空手家役として出演している。ブルース・リーが死去する週に、リーと黄仁植は『死亡遊戯』のある場面について話し合ったことがあるという。香港で多くの作品に出演するほか、韓国のアクション映画に出演しているが、1976年以降カナダに移住し、映画界からは引退状態となった。
黄仁植が出演していた映画でスタントマンとして活動していたジャッキー・チェンは、その後香港映画界のスターの階段を登った。ジャッキー・チェンは引退していた黄仁植を説得し、『ヤングマスター 師弟出馬』（1980年）に出演させることに成功している。ジャッキーと黄仁植の15分にわたる格闘シーンは名シーンとされる。『ヤングマスター』の続編として企画された『ドラゴンロード』（1982年）にも出演し、ジャッキーの前に立ちはだかる悪役武道家を演じきった。

### カナダ移住、ハプキドー指導者として
黄仁植は1976年にカナダに移住し、家庭を持ち、ハプキドー道場を開いた。道場はトロント市内のギリシャ人街として知られるダンフォース（Danforth）にあり、現在も訓練と指導を続けている。カナダ移住後も映画にまれに出演することはあるが、おもな関心はハプキドーの指導と後進の育成に移っている。
世界ハプキドー協会が結成されると、黄仁植は師範（Chief Instructor）として迎えられ、10段の段位を贈られた。黄仁植は特定の団体に所属しているわけではないが、世界ハプキドー協会のセミナーに協力し、ノルウェーやブラジルなどで行われる同協会の多くのイベントに参加している。このほか、韓国ハプキドー協会を設立した道場の一つである乙支館（ウルチグァン）の顧問（senior council of masters）である。

## エピソード
『ドラゴンへの道』で、日本人の武術家として、タン・ロン役ブルース・リーと対決する。
この時に「おまぃわぁ〜、タンロンか〜？」と、とても日本人と思えない口調で喋る事で、インパクトを与えている。ただし、当時の香港映画界では「吹き替え人」という声優がいたために
全て吹替えである。

## 主な出演作品
- 『アンジェラ・マオの女活殺拳』（合氣道／1972年） (Hapkido (film))
- 『ドラゴンへの道』（猛龍過江／1972年）
- 『死亡遊戯』（死亡遊戯／1972年）
- 『テコンドーが炸裂する時』（跆拳震九州／1973年） (When Taekwondo Strikes)
- 『スカイホーク鷹拳』（黄飛鴻少林拳／1974年）
- 『暗黒街のドラゴン・電撃ストーナー』（鐵金剛大破紫陽観／1974年）
- 『ザ・トーナメント』（中泰拳壇生死戰／1974年）
- 『ヤングマスター 師弟出馬』（師弟出馬／1980年）
- 『ドラゴンロード』（龍少爺／1982年）
- 『カンフー風林火山』（虎鷹／1982年）

## 註
1. 1 2 3 4  Lee, Daniel. Hwang In-Shik: The Movie star and the Man. Martial Arts Movies Vol.2, No.8, CFW Enterprises. Hollywood, California 1982.
2. ↑  Kimm, He-Young. Hapkido (alternately The Hapkido Bible). Andrew Jackson Press, Baton Rouge, Louisiana 1991
3. ↑  Korean Movie Database （朝鮮語）
4. ↑  Meyers, Ric and Palmer, Bill. Martial Arts Movies: From Bruce Lee To The Ninja. Citadel Press. 1985.
5. ↑  World Hapkido Association Headquarters. Jung, Tae. retrieved March 25, 2007.